# Štiričrkje
Štíričŕkje ali tétragráf je v jezikoslovju skupina štirih črk, ki skupaj označujejo en  glas. 
Štiričrkja pozna le malo jezikov, npr.:
- tsch (beri č) v nemščini